# 布迪当镇区
布迪当镇区（發音：[búðídàʊɴ mjo̰nɛ̀]），又译布帝洞镇区，為緬甸若開邦孟都縣的鎮區。2014年人口55,545人，區域面積2,224.9平方公里。布迪当為該鎮區之首府。
2010年11月，布迪当镇区擁有3所高中、1所高中分校、2所附屬高中、3所中學、3所中學分校、20所後期小學以及122所小學。

## 外部連結
- "Buthidaung Township - Rakhine State"[永久] map, Myanmar Information Management Unit (MIMU)
- "Buthidaung Google Satellite Map" （页面存档备份，存于） Maplandia